# Haddekuche

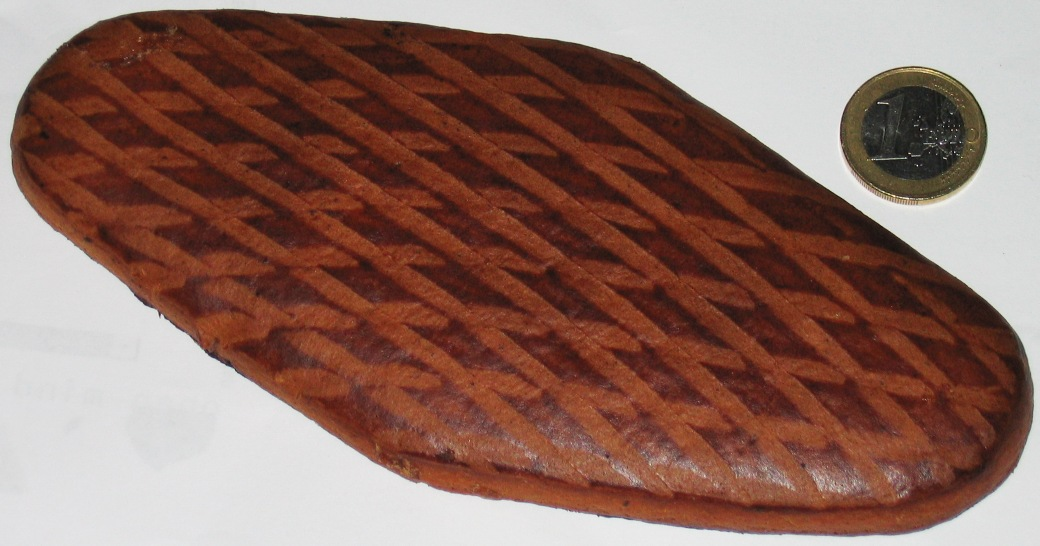
Frankfurter Haddekuche

Haddekuche ist ein traditionelles hessisches Gebäck, eine Art rautenförmiger Pfefferkuchen, der besonders in Frankfurt und in Städten in Rheinhessen (Teil von Rheinland-Pfalz) sowie Südhessen hergestellt wird oder wurde. Das hessische Wort Haddekuche heißt schlicht „Harter Kuchen“. Seinen Namen hat dieses Gebäck wohl daher, dass es relativ schnell trocknet und dann sehr hart wird.
Haddekuchen sind rautenförmig und mit einem Rautenmuster bedeckt, welches an das Muster auf den Frankfurter Apfelweingläsern erinnert, den Gerippten. Die Abrundungen der spitz zulaufenden Ecken sind backtechnisch bedingt und verhindern zudem Beschädigungen beim Transport.
Sie werden in Frankfurt am Main üblicherweise von fliegenden Brezelverkäufern (Bretzelbubb) angeboten, die durch die Apfelweinstuben der Stadt ziehen (heute nur noch in Sachsenhausen, Heddernheim und Niederursel).
In Bingen wird Haddekuche auch nach wie vor traditionsgemäß angeboten. Er ist in zwei alteingesessenen Bäckereien dort das ganze Jahr über erhältlich. Statt des Rautenmusters ist er mit groben Zuckerkristallen bestreut.
Der Haddekuche ist in Offenbach in der ältesten ortsansässigen Bäckerei, vereinzelt auch noch in Mainz und Alzey erhältlich. Haddekuche kann als Soßenlebkuchen Verwendung finden, z. B. zum Würzen von Sauerbraten.